# Głóg ostrogowy

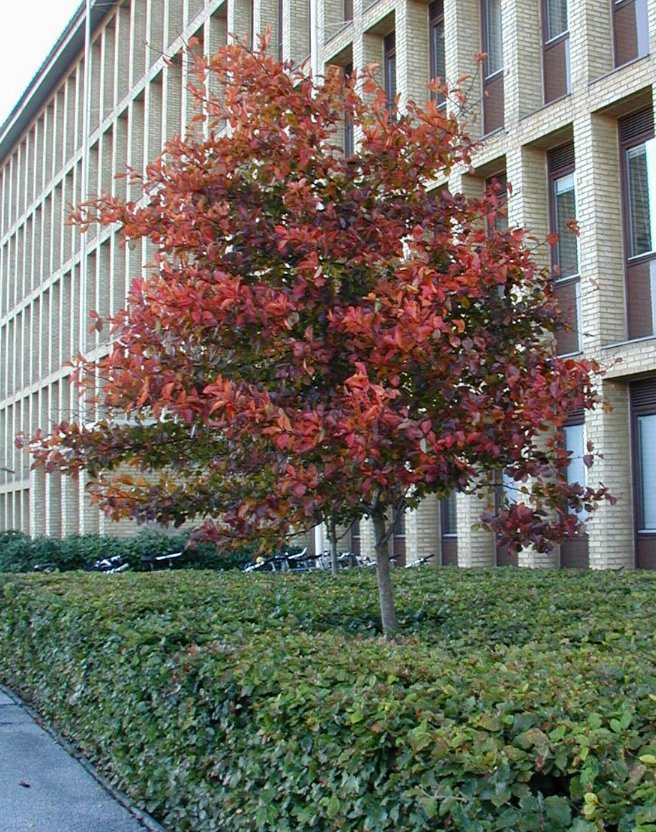
Pokrój

Głóg ostrogowy (Crataegus crus-galli L.) – gatunek rośliny z rodziny różowatych. Pochodzi z Ameryki Północnej. W Polsce jest czasami sadzony.

## Morfologia
PokrójKrzew lub drzewo o wysokości do 10 m. Na pędach posiada ostre ciernie. Są one dość rzadkie, ale bardzo duże (5–10 cm) i silne.
PędyPokryte są cierniami przypominającymi ostrogę kogutów i od kształtu tych cierni pochodzi gatunkowa nazwa rośliny
LiścieCiemnozielone, odwrotnie jajowate, grubo piłkowane, skórzaste. Mają długość 2–8 cm, ich nasada zwęża się klinowato w ogonek. Przylistki wcześnie opadają. Jesienią liście przebarwiają się na pomarańczowo lub żółto.
KwiatyDuże, białe, zebrane w płaskie baldachogrona. Mają 5-działkowy kielich zrośnięty z zalążnią, 5 płatków korony, 1 słupek i liczne pręciki. Kwitnie od maja do czerwca.
OwoceCzerwone, matowe, pozostają na gałązkach po opadnięciu liści. Mają średnicę ok. 1 cm.

## Zastosowanie i uprawa
- Roślina ozdobna: stosowany jest na żywopłoty. Są praktycznie nie do pokonania przez ludzi i zwierzęta. Czasami sadzony w parkach.
- Uprawa: Uprawiany jest z nasion. Zbiera się je z drzew od sierpnia do listopada. W 1 g znajduje się 15 nasion, a ich siła kiełkowania wynosi 60%. Nasiona wymagają stratyfikacji[5].